# Jacques Loire
Jacques Loire, né le 5 août 1932 à Chartres et mort le 29 juin 2021 à Saint-Malo,, est un peintre et maître-verrier français.

## Biographie
Jacques Loire, fils de Gabriel Loire, né en 1932 à Chartres, étudie le dessin à l'académie de la Grande Chaumière à Paris et la peinture avec le peintre André Lhote.
Dès 1951, il rejoint l'atelier et assiste son père tout en créant ses propres maquettes de vitraux. Il se marie avec Micheline Foulon et a trois enfants Bruno, Hervé, et Natalie. 
Jacques construits en 1960 "L'atelier Boussois" pour le négoce et la réalisation de vitraux avec les dalles de verre de couleurs fabriquées par l'usine Boussois (ancien groupe BSN). Avec sa femme il met au point et commercialise des éléments standards : brique en dalle de verre et béton (Les briques Loire). 
À partir de 1970, il prend la responsabilité des ateliers et réalise ses vitraux et ceux de son père. 
Il participe à la création de la Galerie du Vitrail que sa femme ouvre en 1976. Ses deux fils, Bruno et Hervé, arrivent à l'atelier en 1986 et il leur transmet la direction en 1991.
Nommé chevalier de l'ordre national du Mérite en 1982, officier de l'ordre des Arts et des Lettres en 2001, de la Légion d'honneur en 2008, et Maître d’art par le ministère de la Culture en 2013.

## Œuvres[6]
- Église Saint-Denys de Vaucresson[7]
- Église protestante Saint-Jean de Paris
- Église Saint-Jean-Baptiste de Gellainville
- Église Notre-Dame-de-Nazareth de Vitry-sur-Seine
- Église Sainte-Colombe de Villejuif
- Notre-Dame de Pentecôte
- Église Notre-Dame-des-Roses de Grisy-Suisnes
- Église Saint-Rémi du Boullay-Mivoye
- Église Notre-Dame des Roses à Grisy-Suisnes
- Église Saint Jean-Baptiste à Neuilly-sur-Seine
- Église Saint Pierre à Neuilly-sur-Seine
- Église Saint Pierre à Chennevières-sur-Marne
- Église Sainte Thérèse à Chatou
- Église Saint Jacques à Port Leucate
- Église Stella Matutina à Saint Cloud
- Église de la Nativité à Beauchamp
- Église Saint Martin à Les-Clayes-sous-Bois
- Église Saint Pierre-Saint-Paul à Lagny-le-Sec
- Église Saint Pierre à Boulogne-sur-Mer (Verrière abstraite)
- Église Saint Martin à Givenchy-lès-la-Bassée
- Vieille Église à Le Coudray
- Église de la Madeleine à Chartres
- Église Saint François d'Assise à Lucé
- Église Saint Augustin à La Grande Motte
- Église Sainte Lutgarde à Zuun, Belgique
- Église Sainte Anne à Anvers, Belgique
- Église Saint Jean de Cocody à Abidjan, Côte d'Ivoire, Afrique
- Église d'Hiroshima, Japon
- Our Lady of Lebanon church à Washington
- Chapelle des Sœurs-Disciples-du-Divin-Maître à Nogent-sur-Marne
- Chapelle Saint Bernard du Montparnasse à Paris, 14e arrondissement
- Chapelle Saint-Libert à Tours
- Chapelle Saint Fiacre à Guidel
- Chapelle Saint Claude à Theuville
- Chapelle Notre-Dame du Saint Sacrement, rue Cortambert à Paris, 16e arrondissement
- Chapelle du foyer Notre-Dame à Bourg-la-Reine
- Chapelle Sainte Thérèse à Saint-Ouen-L'Aumône
- Chapelle des Pères Blancs à Mours
- Chapelle du Bon Sauveur à Saint-Lô
- Chapelle de l'hôpital psychiatrique à Laragne-Montéglin
- Chapelle Sainte Foy à Chartres
- Abbaye Saint Michel à Kergonan
- Centre Paroissial rue du Moulin Vert à Paris, 14e arrondissement
- Séminaire Saint Sulpice à Issy-les-Moulineaux
- Oratoire Carolingien à Germigny-des-Près
- Église Saint-Leu-et-Saint-Gilles du Tremblay-sur-Mauldre
- Château de Cheverny, Salle des trophées
- Institution Notre-Dame à Chartres
- Oratoire du groupe scolaire Sainte Geneviève à Courbevoie
- Collège Notre-Dame de la Providence à Enghien-les-Bains
- École Sainte Thérèse à Rambouillet
- Lycée Silvia Monfort à Luisant
- École Maternelle du Grand Jardin à Chartres
- Chambre de Commerce et d'Industrie à Chartres
- Hôtel de ville de Chartres
- Hôtel de Police à Chartres
- Hôtel de Ville de Fontenay-le-Fleury
- Hôtel de Ville à Saint-Dié-des-Vosges
- Cieplo Honey Shop à Kyoto, Japon
- École d'infirmière à Osaka, Japon
- Université à Baiko Gakuin, Japon
- Collège de la Sainte Famille à Jounieh, Liban